# Miroslav Slana
Miroslav Miros Slana (ob rojstvu Miroslav Slana), slovenski dramatik, esejist, pesnik, pisatelj, publicist in kritik, * 4. julij 1939, Sovjak, † 18. februar 2019, Maribor.

## Življenjepis
Miroslav Slana je študiral primerjalno književnost na Filozofski fakulteti v Ljubljani in Zagrebu. Delal je kot svobodni književnik in publicist v Mariboru.
Prejel je literarne nagrade in priznanja na:  jugoslovanskem festivalu Kurirček, Zmajevih igrah, razpisu za short story  7D, gledališkem festivalu v Kranju za izvirno odrsko delo, literarnem Štatenbergu, ZBZ Slovenije, Zlati mikrofon na festivalu narečnih popevk, diplomo Dalmaciji u pohode, itn.

## Literarno delo
Napisal je nad 20 knjig za odrasle in otroke. Pozornost je pritegnil že v Pavlihi in drugih javnih občilih z aforizmi, s satiro in humoreskami, ki so bile objavljene pod pravim imenom in  psevdonimi. Zaradi aforizmov je bil obsojen. Njegov roman Poletarec je bil v času Jugoslavije 4 leta zaprt v »bunkerju« z obrazložitvijo, da je idejno škodljiv in je izšel šele 4 leta po natisu (1981).
Odmevali so njegovi polemični eseji, npr. esej O umu in mišicah, ki je izhajal v Teleksu in reviji 2000 je preveden v francoski literarni reviji. Raziskoval je mejne znanosti, žensko in moško homoseksualnost, prostitucijo, asimilacijske procese ob slovenski meji, narodopisje, šaljive vaške grbe, otroško folkloro, grafite skozi čas itn. 
Uveljavil se je z intervjuji in literarnimi portreti  narodnih herojev, igralcev, literatov, znanstvenikov.
S publicistični in literarnimi zapisi, kritikami in komentarji je nastopal v domačih in tujih revijah, časopisih in samostojnih izdajah. Kot kolumnist je kritično-satirično spremljal RTV programe pod svojim imenom in tudi pod psevdonimi. V sedemdesetih letih 20. stoletja je doma in na tujem pripravil takrat še neznane performanse in multimedijske nastope, npr.: Festival eksperimentalne supermotorične poezije na drevesih v ljubljanskem parku Tivoli; Performans za odtajanje slovenske zavesti do vratu v zemlji na športnem stadionu v Mariboru; Multimedijski nastop  z magnetofonoma, mavcem in poezijo v izložbi Ars Maribor. Odlomki Mirosove vezane, nevezane, esejistične in kritiške beseda so bili priobčeni v Argentini, Avstriji, Franciji Nemčiji,  ZDA in v bivših jugoslovanskih republikah.
Svoja dela je podpisoval s pravim imenom in številnimi psevdonimi (Divja raca, Miros, Ožemalnik, Totek itn.). Najbolj znan psevdonim je Miros, ki je po preimenovanju postal druga beseda dvobesednega imena (Miroslav Miros).

### Samostojne knjige
- Dedova piščal (1970)
- Iz ljubezni do nekaterih reči (1971)
- Na zelenem oslu (1973)
- Babičina skrinja (1974)
- Podlasica in drugi jaz (1974)
- Raztelešenje (1977)
- Proletarec (1981)
- Podobice iz zemlje (1982)
- Igrajmo se gledališče (1987)
- Oživitev dr. Antona Korošca (1991)
- Pisana duša Lenta (1994)
- Prleške pesmi (1997)
- Besedne vragolije (1998)
- Slovenski sij svetosti (2001)
- Bisernica (2006)
- Sesam mozeg zemlje (2005)
- Štorkljina kri (2008)
- Boljševik starogorski (2013)
- Prlek iz Amerike (2013)
- Piramida: Vranji grič (pesmi, 2018)

### Otroška literatura
- Kurirčkov kruhek - slikanica (1981)
- Joj ne vedi se kot slon - otroški »ne-bonton« (1984)
- Baubauci - zbirka šaljivih zgodb (1988)
- Kraljevina packarija (1993)

### Znane so tudi lutkovne igrice
- Pinka potepinka (uprizorjena 1881)
- Zajci in Vesoljičica (uprizorjena  1986)
- Zački in papagaj bežijo v gore
- Pustolovščine na rožnati zvezdi
- Bibe z griča (uprizorjena  1983)

## Sklica
1. ↑  Normativna kontrola Kongresne knjižnice — Library of Congress.
2. 1 2 3 4  Obrazi slovenskih pokrajin — ISSN 2712-5408
3. 1 2  Miroslav Slana - Miros / Locutio
4. ↑  »Miroslav Miros Slana«.